# Hidalgo megye (Új-Mexikó)
Hidalgo megye az Amerikai Egyesült Államokban, azon belül Új-Mexikó államban található. Megyeszékhelye és legnagyobb városa Lordsburg. Lakosainak száma 4178 fő (2020. április 1.).

## Szomszédos megyék
- Grant megye (észak, Grant County – Hidalgo County border)
- Luna megye (kelet)
- Cochise megye (nyugat)
- Greenlee megye (északnyugat)
- Agua Prieta (dél)
- Janos község (délkelet)

## Népesség
A megye népességének változása:
| Lakosok száma | 4851 | 4837 | 4809 | 4654 | 4423 | 4178 |
|               | 2010 | 2011 | 2012 | 2013 | 2015 | 2020 |